# 修業僧
もしかして
- 修行

ではありませんか？